# Pascal Greggory
Pascal Greggory, właśc. Pascal Charles Gréggory (ur. 8 września 1954 w Paryżu) – francuski aktor i scenarzysta teatralny i filmowy, trzykrotnie nominowany do nagrody Cezara. Grywał w sztukach i filmach reżyserowanych przez Erika Rohmera i Patrice’a Chéreau.

## Życiorys

### Wczesne lata
Urodził się w Paryżu, w burżuazyjnej, protestanckiej rodzinie, jako syn przemysłowca Charlesa-Yvesa Gréggory i Jacqueline Deroure. Po ukończeniu kursu pod kierunkiem Jeana Périmony, był wolnym słuchaczem paryskiego Conservatoire National Supérieur d’Art Dramatique (CNSAD). W roku 1974, w wieku dwudziestu lat zadebiutował w sztuce Madame Marguerite na deskach Théâtre Montparnasse. Rok później trafił przed kamery w dramacie Jeana-Louisa Bertucelliego Doktor Françoise Gailland (Docteur Françoise Gailland) u boku Annie Girardot, Jean-Pierre’a Cassela, Suzanne Flon i Isabelle Huppert.

### Kariera
Na ekranie zwrócił na siebie uwagę w roli angielskiego malarza, pisarza i poety Branwell w filmie biograficznym André Téchiné Siostry Brontë (Les Soeurs Brontë, 1979). Przełomem w karierze okazała się postać Pierre’a w komedii Erika Rohmera Paulina na plaży (Pauline à la plage, 1983) z Arielle Dombasle. Za rolę François w melodramacie Patrice’a Chéreau Ci którzy mnie kochają wsiądą do pociągu (Ceux qui m'aiment prendront le train, 1998) otrzymał francuską nagrodę Étoiles d'Or i był nominowany do nagrody Cezara. Kolejne nominacje do nagrody Cezara przyniosły mu role: biseksualnego prawnika Alaina Baumana w komedii Pomieszanie płci (La confusion des genres, 2000) i Louisa Barriera w biograficznym dramacie muzycznym Niczego nie żałuję – Edith Piaf (La Môme, 2007).
W telewizyjnym filmie biograficznym RTS Deux Żydowski kardynał (Le métis de Dieu, 2013) o kardynale Jeanie-Marie Lustigerze (w tej roli Laurent Lucas) zagrał postać kardynała Alberta Decourtraya.

## Życie prywatne
W mediach zdeklarował się jako gej. Był związany z reżyserem Patrice Chéreau (1989-2004) oraz pisarzem i fotografem François-Marie Banierem (2005−2012).

## Wybrana filmografia
- 1976: Doktor Françoise Gailland (Docteur Françoise Gailland)
- 1977: Madame Claude jako Frédéric
- 1978: Mitzi (TV) jako Philippe
- 1978: Flammes jako Paul, brat Barbary
- 1979: Siostry Brontë (Les soeurs Brontë) jako Branwell Brontë
- 1980: Catherine de Heilbronn jako Friedrich Wetter / Hrabia de Strahl
- 1982: Chassé-croisé jako Julien
- 1983: Żaby (Grenouilles) jako Miguel
- 1983: Paulina na plaży (Pauline à la plage) jako Pierre
- 1988: Błękitne piramidy (Les pyramides bleues) jako Charles
- 1989: Gry towarzyskie (Les jeux de société, TV)
- 1990: Hamlet (TV) jako Francisco / Fortinbras
- 1993: Drzewo, mer i mediateka (L'arbre, le maire et la médiathèque) jako Julien Dechaumes
- 1993: Żądza pieniądza (La soif de l'or) jako Jean-Louis Auger
- 1994: Królowa Margot (La Reine Margot) jako książę Andegawenii, przyszły Henryk III Walezy
- 1995: Rzeka nadziei (La Riviere Espérance, TV) jako Alexandre Duthil
- 1997: Lucie Aubrac jako Hardy
- 1998: Ci którzy mnie kochają wsiądą do pociągu (Ceux qui m'aiment prendront le train) jako François
- 1999: Joanna d’Arc (The Messenger: The Story of Joan of Arc) jako Le duc d'Alençon
- 1999: Czas odnaleziony (Le temps retrouvé) jako Saint-Loup
- 2000: Wierność (La fidélité) jako Clève
- 2000: Pomieszanie płci (La confusion des genres) jako Alain Bauman
- 2002: Obiecane życie (La vie promise) jako Joshua
- 2002: Ostatni skok (Nid de guepes) jako Louis
- 2002: 24 godziny z życia kobiety (24 heures de la vie d'une femme) jako gracz w kasynie
- 2003: Raja jako Fred
- 2003: Jego brat (Son frère) jako lekarz
- 2004: Arsène Lupin jako Beaumagnan
- 2005: Gabrielle jako Jean Hervey
- 2007: Niczego nie żałuję – Edith Piaf (La môme) jako Louis Barrier
- 2009: Zamurowani (Walled In) jako Joseph Malestrazza
- 2009: Zwykli ludzie (Rien de personnel) jako Philippe Muller
- 2010: Odległa dzielnica (Vertraute Fremde) jako Thomas, dorosły
- 2010: Trójkąt (Le mariage à trois) jako August
- 2012: Żegnaj blondyneczko (Bye Bye Blondie) jako Claude
- 2013: Żydowski kardynał (Le métis de Dieu, TV) jako Albert Decourtray
- 2014: Moja przyjaciółka Victoria (Mon amie Victoria) jako Lionel Savinet
- 2019: Maria Panna Nilu (Notre-Dame du Nil) jako Fontenaille